# Христо Радевски
Христо Василев Радевски е български поет, публицист, мемоарист, сатирик, автор на произведения за деца, преводач на поезия, с комунистически убеждения. Член на Клуб за подкрепа на гласността и преустройството.

## Биография
Христо Радевски е роден на 10 октомври 1903 г. в Радевската махала на с. Белиш, Троянско. Има две по-големи сестри и един по-малък брат. Учи в родното си село и Троян. Завършва Държавно педагогическо училище „Княз Борис Търновски“ (Ловеч) (1923).  Следва романска филология в Софийския университет. Член на БКП (1927).
Печата за пръв път през 1924 г. в хумористичното сп. „Звънар“. После сътрудничи на редактираното от Димитър Полянов сп. „Наковалня“ (където е коректор и експедитор) и на сп. „Звезда“ на Георги Бакалов. Работи във в. „Новини“ (1928) Участва в нелегално комунистическо движение. На 1 февруари 1964 г. на Тодор Живков му е предадено от министъра Д. Дичев, специално съобщение, че в полицейското досие № 10747 за писателя Христо Радевски се намира писмено сведение, че от 26 август 1928 г., по времето, когато работи в редакцията на „Новини“ той е във връзка с обществената  безопасност, но случаят е потулен. Редактира вестник „РЛФ“ (1929-1934) и др. Като редактор на в. „Работническо дело“ е интерниран и два пъти попада в затвора по ЗЗД. 
Най-представителната стихосбирка на поета – „Въздух не достигаше“ – излиза през 1945 г. Важен дял в творчеството му заемат хумористично-сатиричните произведения „Те още живеят“ (1959), „Сатира“ (1961), „100 басни“ (1962), пише публицистични и литературно-критически статии, спомени за свои съратници. Известен е като преводач на руската класическа поезия. Автор е и на няколко книги за деца. Негови стихове са преведени на руски, английски, италиански, немски, френски език и др.
Член на Съюза на българските писатели (СБП) от 1937 г. Работи като съветник по културата в Българското посолство в Москва (1946–1948). Главен секретар на СБП (1949–1958) и главен редактор на в. „Септември“. Член на ЦК на БКП.
Народен представител е в три народни събрания (1953 – 1979).

## Награди
- Лауреат на „Димитровска награда“ за стихосбирката „Басни“ (1950)
- Орден „9 септември 1944 г.“ I ст. (1953)
- Орден „Народна република България“ I ст. (1963)
- Звание „Народен деятел на културата“ (1969)
- Звание „Герой на социалистическия труд“ и орден „Георги Димитров“(1973)[8]